# Patti LaBelle

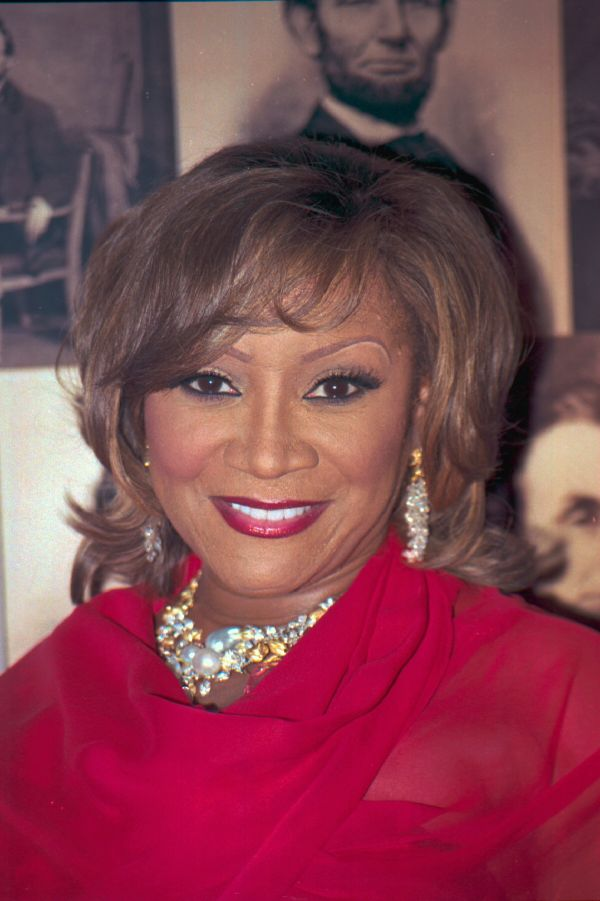
Patti LaBelle (2004)

Patti LaBelle (* 24. Mai 1944 in Philadelphia, Pennsylvania; eigentlich Patricia Louise Holte) ist eine US-amerikanische R&B- und Soul-Sängerin, Schauspielerin und zweifache Grammy-Preisträgerin. Der Rolling Stone listete Patti LaBelle 2008 auf Rang 95 der 100 größten Sänger aller Zeiten. Sie war von 1961 bis 1976 die Frontsängerin der Band Labelle, die 1975 mit Lady Marmelade einen weltweiten Hit hatte, bevor sie ihre Solokarriere startete. 1986 stand sie mit dem Album Winner in You und der Single On My Own, einem Duett mit Michael McDonald, jeweils auf Platz eins der US-amerikanischen Album- und Single-Charts.

## Biografie

### Bluebelles & Labelle
Mit 14 Jahren begann Patti LaBelle, in der Kirche zu singen. 1958 gründete sie mit ihren drei Freundinnen Cindy Birdsong, Nona Hendryx und Sarah Dash „The Ordettes“. 1962 erhielten sie einen Plattenvertrag, wobei aus Patricia Holte „Patti LaBelle“ wurde. The Ordettes nannten sich fortan „The Bluebelles“.
Im gleichen Jahr hatten Patti LaBelle & the Bluebelles mit I Sold My Heart to the Junkman ihren ersten Top-40-Hit. Sie traten im legendären New Yorker Apollo Theater auf und wurden eine der angesagtesten Gesangsgruppen ihrer Zeit. Zu ihren weiteren Hits gehörten Down the Aisle (The Wedding Song), You’ll Never Walk Alone, Over the Rainbow und Danny Boy.
1970 gingen die Bluebelles nach England, nachdem Cindy Birdsong die Gruppe verlassen hatte, und zu den Supremes gewechselt war. Im folgenden Jahr kamen sie mit einem neuen Namen nach Amerika zurück: Labelle; Ende des Jahres veröffentlichten sie gemeinsam mit Laura Nyro die LP Gonna Take a Miracle. 1975 hatten sie mit Lady Marmalade eine Nummer 1, das zugehörige Album Nightbirds für Epic gewann Gold. In Deutschland war Labelle weniger erfolgreich, lediglich ihre Single Lady Marmalade konnte sich in den deutschen Charts 1975 unter die Top 20 platzieren. Im Dezember 1976 löste sich die Gruppe nach einem letzten Konzert auf.

### Erste Soloaufnahmen
1977 brachte Patti LaBelle ihr gleichnamiges erstes Soloalbum bei Epic heraus, das mit Joy to Have Your Love und You Are My Friend ihre ersten kleineren Solo-Hits in den R&B-Charts enthält. Obwohl You Are My Friend keine hohe Chartposition erreichte, entwickelte es sich zu einem ihrer wichtigsten Lieder, die sie in der Regel im Rahmen ihrer Konzerte darbietet. Bis 1983 erschien jedes Jahr ein weiteres Studio-Album der Sängerin, die jedoch sowohl in den Pop- als auch in den R&B-Charts nur Achtungserfolge waren. 1979 hatte sie mit Music Is My Way of Life zumindest in den Disco-Charts einen Top-10-Hit.

### Erfolge am Broadway
Vom September bis November 1982 gab LaBelle an der Seite des Soulsängers Al Green ihr Broadway-Debüt in dem Stück Your Arms Too Short to Box with God. Die Zusammenarbeit der beiden Soul-Größen gestaltete sich als schwierig. In einem Interview mit dem Magazin Spin merkte LaBelle 1986 an, dass sie sich überhaupt nicht verstanden hätten. Erst mit den Jahren seien sie Freunde geworden. LaBelle trat auch in den folgenden Jahrzehnten immer wieder am Broadway auf. 1984 und 1998 präsentierte sie dort Konzerte als Patti LaBelle on Broadway. Im Herbst 2010 war sie für mehrere Monate Stargast des mit dem Tony ausgezeichneten Musicals Fela!, das auf der Musik und den Texten Fela Kutis basiert. Im Sommer 2014 war sie schließlich als letzter Stargast des Musicals After Midnight zu sehen.

### Durchbruch als Solistin

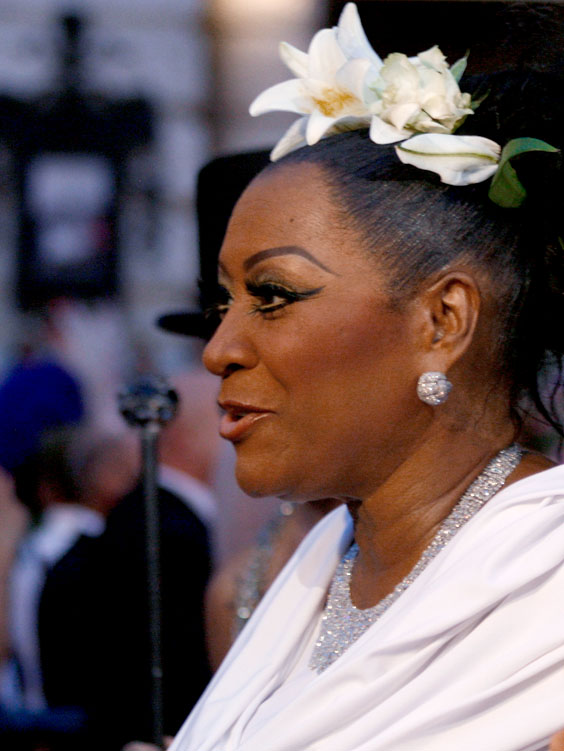
Patti LaBelle (Life Ball 2010)

LaBelles Erfolgskurve als Sängerin stieg 1983 an, als sie von Epic zum Philly-Soul-Label Philadelphia wechselte. Dort hatte sie mit If Only You Knew ihren ersten Nummer-eins-Hit in den R&B-Charts. Mit Love, Need and Want You hatte sie einen weiteren Top-10-Erfolg. Anfang 1984 gelang ihr mit Love Has Finally Come at Last, im Duett mit Bobby Womack, ein weiterer Top-3-Hit.
1985 verhalf der Film Beverly Hills Cop – Ich lös’ den Fall auf jeden Fall ihren Songs New Attitude und Stir It Up zu Erfolg. 1986 kam ihr erfolgreichstes Album heraus, Winner in You, mit dem von Burt Bacharach komponierten Nummer-eins-Hit On My Own. Für den Bond-Film Lizenz zum Töten sang sie den Song If You Asked Me To. 1989 arbeitete LaBelle mit Prince zusammen, der zwei Songs für ihr Album Be Yourself komponierte. Im gleichen Jahr sang sie an der Seite von Phil Collins, Roger Daltrey, John Entwistle, Billy Idol, Elton John, Pete Townshend und Steve Winwood in der 20-Jahre-Jubiläumsaufführung der Rock-Oper 'Tommy' im Universal Amphitheatre.
1992 gewann Patti LaBelle ihren ersten Grammy Award in Form des Grammy Award für die beste weibliche R&B-Darbietung für Burnin’. 1998 folgte ein zweiter Grammy in dieser Kategorie. 1993 erhielt sie einen Stern auf dem Hollywood Walk of Fame und 2007 den Excellence in Media Award der GLAAD Media Awards. Einige ihrer Songs wurden von jungen Popkünstlern neu aufgenommen, etwa Lady Marmalade von Christina Aguilera, P!nk, Mýa und Lil’ Kim (für den Film Moulin Rouge), oder verarbeitet, wie z. B. Love, Need & Want You von Nelly und Kelly Rowland in deren Nummer-1-Hit Dilemma.
LaBelle ist ein großer Fan von Mariah Carey. Beide nahmen gemeinsam ein Duett mit dem Titel Got to Be Real auf.
LaBelle veröffentlichte 1996 ihre Memoiren Don’t Block the Blessings. Zum Ende des Jahrzehnts folgte das erste von fünf Kochbüchern. In den folgenden Jahrzehnten etablierte sie eine eigene Marke für ausgewählte Lebensmittel, darunter scharfe Saucen und ein Süßkartoffelkuchen. Dieser erlange Berühmtheit, nachdem der YouTuber James Wright eine Rezension so humorvoll aufbereitet hatte, dass diese viral ging und mittlerweile über sechs Millionen Mal aufgerufen wurde. In der Folge verkaufte sich der Kuchen millionenfach. LaBelle und Wright traten danach gemeinsam im Fernsehen auf. Noch Jahre später gilt der Kuchen als Favorit rund um Thanksgiving. 2019 folgte die Tiefkühlkostlinie Patti’s Good Life.
Im Juli 2019 wurde in ihrer Geburtsstadt Philadelphia der Patti LaBelle Way eingeweiht.
In der vierten Staffel von American Horror Story hatte sie eine Nebenrolle als Hausmädchen Dora Brown. Von Oktober bis November 2019 nahm LaBelle als Flower an der zweiten Staffel des US-amerikanischen Ablegers von The Masked Singer teil, in der sie den achten von insgesamt 16 Plätzen erreichte.

## Diskografie

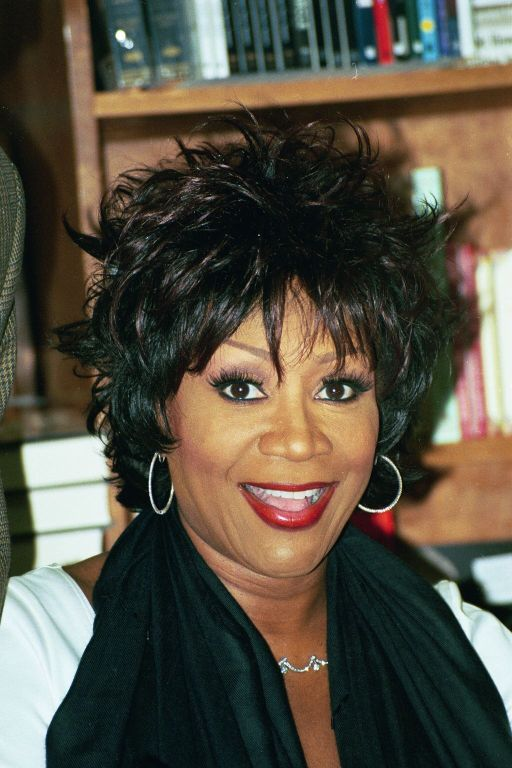
Patti LaBelle (2000)

Studioalben

| Jahr | Titel                                 | Höchstplatzierung, Gesamtwochen, AuszeichnungChartplatzierungen (Jahr, Titel, Platzierungen, Wochen, Auszeichnungen, Anmerkungen) | Höchstplatzierung, Gesamtwochen, AuszeichnungChartplatzierungen (Jahr, Titel, Platzierungen, Wochen, Auszeichnungen, Anmerkungen) | Höchstplatzierung, Gesamtwochen, AuszeichnungChartplatzierungen (Jahr, Titel, Platzierungen, Wochen, Auszeichnungen, Anmerkungen) | Höchstplatzierung, Gesamtwochen, AuszeichnungChartplatzierungen (Jahr, Titel, Platzierungen, Wochen, Auszeichnungen, Anmerkungen) | Höchstplatzierung, Gesamtwochen, AuszeichnungChartplatzierungen (Jahr, Titel, Platzierungen, Wochen, Auszeichnungen, Anmerkungen) | Anmerkungen                                                                                 |
| Jahr | Titel                                 | DE | AT | UK | US | R&B | Anmerkungen                                                                                 |
| ---- | ------------------------------------- | --- | --- | --- | --- | --- | ------------------------------------------------------------------------------------------- |
| 1966 | Over the Rainbow                      | — | — | — | — | R&B20 (2 Wo.)R&B | Erstveröffentlichung: Mai 1966 als Patti LaBelle & the Bluebelles                           |
| 1971 | Gonna Take a Miracle                  | — | — | — | US46 (17 Wo.)US | R&B41 (7 Wo.)R&B | Laura Nyro mit LaBelle Erstveröffentlichung: 17. November 1971                              |
| 1975 | Nightbirds                            | — | — | — | US7 Gold · (28 Wo.)US | R&B4 (25 Wo.)R&B | als LaBelle Erstveröffentlichung: 13. September 1974 Platz 274 der Rolling-Stone-500 (2009) |
| 1975 | Moon Shadow                           | — | — | — | — | R&B42 (3 Wo.)R&B | als LaBelle Erstveröffentlichung: 1972                                                      |
| 1975 | Phoenix                               | — | — | — | US44 (13 Wo.)US | R&B10 (10 Wo.)R&B | als LaBelle Erstveröffentlichung: 19. August 1975                                           |
| 1976 | Chameleon                             | — | — | — | US94 (10 Wo.)US | R&B21 (25 Wo.)R&B | als LaBelle Erstveröffentlichung: 17. Juni 1976                                             |
| 1977 | Patti LaBelle                         | — | — | — | US62 (16 Wo.)US | R&B16 (22 Wo.)R&B | Erstveröffentlichung: 13. Oktober 1977                                                      |
| 1978 | Tasty                                 | — | — | — | US129 (7 Wo.)US | R&B39 (8 Wo.)R&B | Erstveröffentlichung: 23. Oktober 1978                                                      |
| 1979 | It’s Alright with Me                  | — | — | — | US145 (16 Wo.)US | R&B33 (17 Wo.)R&B | Erstveröffentlichung: 12. November 1979                                                     |
| 1980 | Released                              | — | — | — | US114 (13 Wo.)US | R&B21 (22 Wo.)R&B | Erstveröffentlichung: 24. November 1980                                                     |
| 1981 | The Spirit’s in It                    | — | — | — | US156 (4 Wo.)US | R&B43 (9 Wo.)R&B | Erstveröffentlichung: 30. November 1981                                                     |
| 1983 | I’m in Love Again                     | — | — | — | US40 Gold · (35 Wo.)US | R&B4 (46 Wo.)R&B | Erstveröffentlichung: 21. November 1983                                                     |
| 1985 | Patti                                 | — | — | — | US72 (29 Wo.)US | R&B13 (41 Wo.)R&B | Erstveröffentlichung: 11. Juli 1985                                                         |
| 1986 | Winner in You                         | DE31 (16 Wo.)DE | — | UK30 Silber · (17 Wo.)UK | US1 Platin · (30 Wo.)US | R&B1 (42 Wo.)R&B | Erstveröffentlichung: 28. April 1986                                                        |
| 1989 | Be Yourself                           | — | — | — | US86 (26 Wo.)US | R&B14 (39 Wo.)R&B | Erstveröffentlichung: 22. Juni 1989                                                         |
| 1991 | Burnin’                               | — | — | — | US71 Gold · (36 Wo.)US | R&B9 (51 Wo.)R&B | Erstveröffentlichung: 1. Oktober 1991 Grammy (Best Female R&B Vocal Performance)            |
| 1994 | Gems                                  | — | — | — | US48 Gold · (22 Wo.)US | R&B7 (38 Wo.)R&B | Erstveröffentlichung: 7. Juni 1994                                                          |
| 1997 | Flame                                 | — | — | — | US39 Gold · (21 Wo.)US | R&B10 (50 Wo.)R&B | Erstveröffentlichung: 24. Juni 1997                                                         |
| 2000 | When a Woman Loves                    | — | — | — | US63 (5 Wo.)US | R&B26 (12 Wo.)R&B | Erstveröffentlichung: 24. Oktober 2000                                                      |
| 2004 | Timeless Journey                      | — | — | — | US18 (10 Wo.)US | R&B5 (24 Wo.)R&B | Erstveröffentlichung: 4. Mai 2004                                                           |
| 2005 | Classic Moments                       | — | — | — | US24 (9 Wo.)US | R&B5 (14 Wo.)R&B | Erstveröffentlichung: 21. Juni 2005                                                         |
| 2006 | The Gospel According to Patti LaBelle | — | — | — | US86 (9 Wo.)US | R&B17 (31 Wo.)R&B | Erstveröffentlichung: 21. November 2006                                                     |
| 2007 | Miss Patti’s Christmas                | — | — | — | US174 (1 Wo.)US | R&B26 (7 Wo.)R&B | Erstveröffentlichung: 9. Oktober 2007                                                       |
| 2008 | Back to Now                           | — | — | — | US45 (2 Wo.)US | R&B9 (15 Wo.)R&B | Erstveröffentlichung: 21. Oktober 2008 als LaBelle                                          |

grau schraffiert: keine Chartdaten aus diesem Jahr verfügbar
Weitere Alben
- 1962: Patti Labelle and Her Bluebells on Stage (als Patti LaBelle & the Bluebelles)
- 1963: Sleigh Bells, Jingle Bells & Blue Belles (als Patti LaBelle & the Bluebelles)
- 1963: Sweethearts of the Apollo (als Patti LaBelle & the Bluebelles)
- 1967: Dreamer (als Patti LaBelle & the Bluebelles)
- 1971: Labelle (als LaBelle)
- 1973: Pressure Cookin’ (als LaBelle)
- 1973: Merry Christmas from Patti LaBelle and the Bluebelles (als Patti LaBelle & the Bluebelles)
- 1975: Patti LaBelle and the Bluebells (als Patti LaBelle & the Bluebelles)
- 1984: The Poet II (Bobby Womack feat. Patti LaBelle)
- 1990: This Christmas